# Église Saint-Michel de Vallcrosa
Pour les articles homonymes, voir église Saint-Michel.
L'église Saint-Michel de Vallcrosa est une église de style roman située au lieu-dit Vallcrosa francisé enBellecroze, à Camélas, dans le département français des Pyrénées-Orientales.